# Elizabeth Farm
Elizabeth Farm es un edificio histórico de Sídney, Australia. Fue el hogar de John Macarthur y su esposa Elizabeth, comerciantes pioneros en la producción y venta de lana merina en Australia. Es la casa de estilo europeo más antigua de Australia que se conserva.
Se encuentra en el centro de un terreno de casi 400 hectáreas de tierra semiárida. La residencia fue construida a finales del siglo XVIII y consiste en una casa de campo de un solo piso integrada por cuatro habitaciones y construida con estilo inglés vernáculo. Sus paredes están hechas de ladrillos de arcilla prensada a mano, decorados para simular piedras al exterior y recubiertas de yeso en el interior. El piso está hecho de madera de corteza de hierro y la carpintería del interior está hecha de madera de cedro. El techo de la vivienda consiste de láminas de hierro corrugado, que se extiende sobre la fachada para formar una terraza, sostenida por columnas de hierro fundido.
Cuenta con una cocina individual, una alacena, dos bodegas y dos cuartos para sirvientes. La casa principal está conectada a un bungaló de ladrillo enlucido con yeso blanco con techo de láminas de hierro galvanizado. Así como a una lechería para ordeñar vacas y una lavandería para las necesidades del hogar. El jardín contiene múltiples árboles plantados por Elizabeth Macarthur, entre ellos araucarias, kurrajongs, un olmo chino y dos árboles de olivo. El jardín de la propiedad fue fundamental para la introducción y aclimatamiento de diversos cultivos al suelo australiano, entre ellos el olivo y la vid. Debido a su localización, la vivienda también fue fundamental en el desarrollo del suburbio de Parramatta.
Debido a su valor histórico, la vivienda fue la primera propiedad en ser adquirida por el gobierno de Nueva Gales del Sur con la intención de preservarla, así como la segunda en recibir la consideración de bien de conservación permanente bajo la ley de patrimonio de 1977. En abril de 1999 fue incluida en el Registro Patrimonial del Estado de Nueva Gales del Sur, ocupando el primer lugar de la lista. Actualmente funciona como un museo.